# جوش تايلر
جوش تايلر (بالإنجليزية: Josh Tyler)‏ هو لاعب اتحاد الرغبي بريطاني، ولد في 17 ديسمبر 1990 في ويلز في المملكة المتحدة.